# Artland (studio)
Artland, Inc. (jap. 株式会社アートランド Kabushiki-gaisha Ātorando) – japońskie studio zajmujące się animacją i produkcją anime, założone 14 września 1978.

## Produkcje[2]

### serialeanime
- Yūgo (2003)
- Gyagu Manga Biyori (2005)
- Mushishi (2005-2006)
- Bokura ga Ita (2006)
- Gyagu Manga Biyori 2 (2006)
- Happiness! (2006-2007)
- Katekyō Hitman REBORN! (2006-2010)
- Kono Aozora ni Yakusoku wo ~Yōkoso Tsugumi Ryōhe~ (2007)
- Kenkō Zenrakei Suieibu Umishō (2007)
- Gunslinger Girl -Il Teatrino- (2008)
- Hakushaku to yōsei (2008)
- Tytania (2008-2009)
- Ichiban Ushiro no Daimaō (2010)

### OVA
- Megazone 23 (1985)
- Legend of the Galactic Heroes (1988)
- Hoshi Neko Full House (1989)